# Neonuncia opaca
Neonuncia opaca is een hooiwagen uit de familie Triaenonychidae.